# کوه ماریا (مالزی)
کوه ماریا (به لاتین: Mount Maria) یک آتشفشان در مالزی است که در صباح واقع شده‌است. کوه ماریا ۱٬۰۶۷ متر بالاتر از سطح دریا واقع شده‌است.